# おかひでき
おか ひでき（1966年〈昭和41年〉2月 - ）は、日本の映画監督、特撮監督、助監督。2017年4月以降は監督名を本名の岡秀樹名義に改めている。

## 経歴
広島県三原市出身。
大阪芸術大学映像計画学科（現 映像学科）出身。1990年に伊丹市市制施行50周年記念映画である『ひとけたの夏』を監督。1994年より助監督として活動。
『ゴジラvsスペースゴジラ』（1994年）に参加したことがきっかけとなり、それ以降も一般作品と並行して多数の特撮作品に関わる。テレビシリーズ『ウルトラマンダイナ』（1997年）、『ウルトラマンガイア』（1998年）、『ウルトラマンコスモス』（2001年）、映画『ウルトラマンティガ&ウルトラマンダイナ 光の星の戦士たち』（1998年）、『ULTRAMAN』（2004年）などに助監督として参加。『ゴジラVSデストロイア』（1995年）、『モスラ』（1996年）ではデザインワークスに名を連ねている。テレビシリーズ『魔弾戦記リュウケンドー』（2006年）で本格的に監督デビューし、『トミカヒーロー レスキューフォース』（2008年）などを経て、OV作品『ウルトラ銀河伝説外伝 ウルトラマンゼロVSダークロプスゼロ』（2010年）で初めてウルトラ作品の監督を務める。
中国資本の3Dホラー映画『怨霊人偶』の監督補、インドネシアの特撮ヒーロー番組『ガルーダの戦士ビマ』シリーズの脚本・監督など、日本国外でも活躍している。
商業作品での活動の傍ら、自主製作映画を作り続けており、自主映画団体「鉄ドン」に籍を置いている。インディーズ作家、プロ監督、学生監督ら総勢28名が参加したオムニバス特撮怪獣コメディ『大怪獣チャランポラン祭り鉄ドン』では、企画・製作と総合演出を担当。
2017年から劇場先行上映が開始されたアニメ『宇宙戦艦ヤマト2202 愛の戦士たち』（2017年 - 2019年）では、シリーズ構成の福井晴敏と連名表記で全話の脚本を担当。
ジャンルムービーでの活動が目立つが、「いたって普通の泣ける話を撮りたい」という趣旨の発言をしている。フェイバリットムービーは『幸福の黄色いハンカチ』。

## エピソード
『ゴジラVSデストロイア』では、前作『ゴジラvsスペースゴジラ』に特撮班助監督として参加していたことから、特技監督の川北紘一からの指示でストーリーコンペに参加し、『ゴジラVSバルバロイ』の企画書を提出した。他の企画書が「ゴジラを新たなオキシジェン・デストロイヤーで殺す」という内容のものが多かったのに対し、岡のものは「ゴジラの命に限界が訪れる」という内容であり、これが採用された。しかし、ストーリーに関して岡の名はクレジットされておらず、川北へ直談判したこともあったが、川北からは「ゴジラは東宝の財産だ」「名前を刻みたければここを出て自由にやりなさい」と諭され、同時期にVシネマの監督でデビューする話も来ていたため、『vsデストロイア』の撮影には参加しなかった。岡は、ゴジラについては自身の役割を果たし終えた気分であったといい、自身の思いを吐き出しきったこともあり、以降はどのようなゴジラ作品でも受け入れられるようになったと述べている。

## 監督作品

### 映画
- ひとけたの夏〜伊丹市市制施行50周年（1990）記念映画〜（1992年） - 監督・脚本（岡秀樹名義）
- ウルトラマンサーガ（2012年）[1][2]

### テレビドラマ
- 魔弾戦記リュウケンドー（2006年）
- トミカヒーロー レスキューフォース（2008年）
- トミカヒーロー レスキューファイアー（2009年）
- ウルトラゼロファイト 第1部（2012年）
- ガルーダの戦士ビマ（2013年）[1][2]
- ガルーダの戦士ビマX（2014年）

### Webドラマ
- ウルトラマンオーブ THE ORIGIN SAGA（2016年）

### OV
- はぐれ記者〜こちら大阪社会部〜（1996年） - なをろ秀樹 名義
- ウルトラ銀河伝説外伝 ウルトラマンゼロVSダークロプスゼロ（2010年）[1]

## 助監督・脚本・ほか

### 映画
- 手紙 - 撮影・ナレーター
- ゴジラvsスペースゴジラ（1994年） - 監督助手[2]
- ゴジラvsデストロイア（1995年） - デザインワークス[1][注釈 1]
- ウルトラマンティガ&ウルトラマンダイナ 光の星の戦士たち（1998年） - 助監督
- ウルトラマンティガ THE FINAL ODYSSEY（2000年） - 助監督
- ウルトラマンコスモス THE FIRST CONTACT（2001年） - 助監督
- 風音（2004年） - 助監督
- ULTRAMAN（2004年） - 助監督
- 姑獲鳥の夏（2005年） - 助監督
- もんしぇん（2006年） - 助監督
- G(自主映画) - 出演
- 酔いがさめたら、うちに帰ろう。（2010年） - 助監督
- 宇宙戦艦ヤマト2202 愛の戦士たち（2017年 - 2019年） - 脚本（岡秀樹名義）[1]
- クライング フリー セックス（2018年） - 出演[6]
- 宇宙戦艦ヤマト2205 新たなる旅立ち（2021年 - 2022年） - 脚本（岡秀樹名義）[2]

### テレビドラマ
- ウルトラマンダイナ（1997年 - 1998年） - 助監督
- ウルトラマンガイア（1998年 - 1999年）- 助監督
- ウルトラマンコスモス（2001年 - 2002年） - 助監督・出演
- ウルトラQ dark fantasy（2004年） - 助監督
- 霊魔の街（2017年） - 助監督